# 高高
高高是一只来自宝兴蜂桶寨自然保护区野外的雄性大熊猫，出生于1991年，1993年4月被发现。后来转移到卧龙中国保护大熊猫研究中心生活。
2003年在中美两国协商之后，高高被租借给美国圣地亚哥动物园，替换已年迈的大熊猫石石。在美期间，它与雌性大熊猫白云共生育五个子女，分别为美生、苏琳、珍珍、云子和小禮物。2008年，中美双方签署了“大熊猫延长租借协议”，使原本已到期的租借时限延长五年。
2018年10月30日，高高離開聖地亞哥動物園，15年租借協議到期回到中國。